# Cuba en los Juegos Paralímpicos de Barcelona 1992
Cuba estuvo representada en los Juegos Paralímpicos de Barcelona 1992 por diez deportistas masculinos.

## Medallistas
El equipo paralímpico cubano obtuvo las siguientes medallas:
| Nombre          | Deporte   | Evento                    |
| --------------- | --------- | ------------------------- |
| Oro             |           |                           |
| Omar Turro      | Atletismo | 400 m B2 masculino        |
| Oscar Pupo      | Atletismo | 800 m B1 masculino        |
| Enrique Cepeda  | Atletismo | Triple salto B3 masculino |
| Plata           |           |                           |
| Omar Turro      | Atletismo | 100 m B2 masculino        |
| Oscar Pupo      | Atletismo | 400 m B1 masculino        |
| Ernesto Garrido | Natación  | 50 m libre S10 masculino  |
| Bronce          |           |                           |
| Omar Turro      | Atletismo | 200 m B2 masculino        |
| Enrique Cepeda  | Atletismo | 100 m B3 masculino        |
| Gustavo Ariosa  | Atletismo | Jabalina THW5 masculino   |